# ハイテク
ハイテク（英: high tech）は、ハイ・テクノロジー（英: high technology）の略で、先端分野のテクノロジーを指し、主にエレクトロニクスや情報処理に関連するテクノロジーを指すがそれに関連したマテリアルズサイエンス(例えばマテリアルズ・インフォマティクスを駆使した工具鋼など)なども入る。漢字表記にする場合は先端技術とすることが多い。対義語はローテク。

## 概要
ハイテクは、主に応用技術でも比較的高度な基盤がないと開発できないが、その運用はしばしば独立した技術体系のように扱われる分野でもある。
もともと英語の概念・語彙であるが、日本では1980年代前半より使用されはじめ、当初は現代日本の主要産業であるエレクトロニクス分野を指していた。1990年代に入ると、コンピュータの普及に伴い、これらに情報処理関連の概念が加わってきている。このため、1980年代のハイテクはエレクトロニクス分野全般を指していたが、今日ではエレクトロニクスに加えて、情報処理技術を含めてこう呼ぶ。
なお、これらのハイテクには、エレクトロニクスや情報処理技術を支える材料工学（素材）や機械工学等の基礎研究技術分野はあまり含まれない。これらは対義語のローテクに分類される。しかし、ローテクの地道な研究の成果が発表され、一夜にして既存のハイテク製品が陳腐化し、その成果を盛り込んだ、既存製品の数倍に及ぶ能力を持つ製品が発売される事も珍しくない。
- 集積回路
- 量子コンピュータ
- 産業用ロボットを用いた製造